# Susannah Flood
Pour les articles homonymes, voir Susannah et Flood.
Susannah Flood, née à New York, est une actrice américaine de séries télévisées.

## Filmographie
- 2015 : New York, unité spéciale (saison 16, épisode 14) : Sarah Keller
- 2015 : Chicago Fire (série télévisée) : Athena (3 épisodes)
- 2016 : RIP : Fauchés et sans repos (série télévisée) : le fantôme tatoué
- 2017 : Crowddating (court métrage) : Jennifer
- 2018 - 2019 : For The People (série télévisée) : Kate Littlejohn
- 2020 : New York, unité spéciale (saison 21, épisode 19) : Rebecca